# Каља Киождулуј (Бузау)
Каља Киождулуј (рум. Calea Chiojdului) насеље је у Румунији у округу Бузау у општини Патарлађеле. Oпштина се налази на надморској висини од 430 m.

## Становништво
Према подацима из 2002. године у насељу је живело 98 становника, од којих су сви румунске националности.